# 日比野則彦

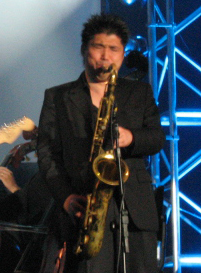
日比野則彦

日比野 則彦（ひびの のりひこ、1973年9月3日 - ）は、兵庫県出身の作曲家・音楽プロデューサー・サックス奏者。

## 概要
大阪大学人間科学部卒、バークリー音楽院ジャズ作編曲科卒。アメリカで映画館のマネージャーを経験後、帰国してコナミに入社。主にメタルギアシリーズの作曲を担当。『メタルギアソリッド3』制作後に独立し、ジェム・インパクトを設立。音楽による癒しの分野にも積極的に取り組んでいる。

## 主な作品
- メタルギアシリーズ
  - メタルギア ゴーストバベル
  - メタルギアソリッド2 - ハリー・グレッグソン＝ウィリアムズとの共同作業
  - メタルギアソリッド3 - 上記同様
  - メタルギアソリッド ポータブル・オプス
  - メタルギアソリッド4
  - メタルギアソリッド ピースウォーカー
- ZONE OF THE ENDERS Z.O.E
  - ANUBIS ZONE OF THE ENDERS
- ボクらの太陽
  - 続・ボクらの太陽 太陽少年ジャンゴ
- 龍が如く2
- エルヴァンディアストーリー
- ROBO☆ROCK
- ブラスレイター
- 1942: Joint Strike
- オトメディウスG
  - オトメディウス エクセレント!
- ニンジャブレイド
- ラブプラス
- ベヨネッタ
  - ベヨネッタ2
- エースコンバット アサルト・ホライゾン
- GO VACATION
- Shinobi 3D
- 湾岸ミッドナイト MAXIMUM TUNE 4
- The Wonderful 101

## その他
- 世界樹の迷宮 スーパー・アレンジ・バージョン - 世界樹の迷宮のアレンジアルバム。プロデューサーとして参加。
- 「世界樹の迷宮II 諸王の聖杯」 スーパー・アレンジ・バージョン - 世界樹の迷宮II 諸王の聖杯のアレンジアルバム。プロデューサーの他に3曲のアレンジを担当。
- ピアノと管楽器の生演奏による「世界樹の迷宮」I&II スーパー・アレンジ・バージョン - 全曲のアレンジとプロデューサーを担当。
- GENTLE LOVE - 自身のソロアルバム。